# Den skønne Ubekendte (film fra 1915)
 For alternative betydninger, se Den skønne Ubekendte. (Se også artikler, som begynder med Den skønne Ubekendte)
Den skønne Ubekendte er en dansk stumfilm fra 1915 instrueret af Lau Lauritzen Sr. og efter manuskript af A.V. Olsen.

## Medvirkende
- Bertel Krause, Tyksen
- Holger Pedersen, Tønne
- Gyda Aller, Kisse Engel
- Agnes Lorentzen, Tante Aurelia
- Ingeborg Bruhn Bertelsen